# كيم أندرسون (دراج)
كيم أندرسون (بالدنماركية: Kim Andersen)‏ مواليد 10 فبراير 1958 في الدنمارك، هو دراج دانمركي سابق في صنف سباق الدراجات على الطريق.

## سجل النتائج

### سباقات أو مراحل فاز بها
- طواف فرنسا
- طواف سويسرا

## روابط خارجية
- كيم أندرسون على موقع أرشيف الدراجات (الإنجليزية)
- كيم أندرسون على موقع إحصائيات الدراجات الإحترافية (الإنجليزية)
- كيم أندرسون على موقع CycleBase (الإنجليزية)
- Trap Friis Profile